# Kolonia Hegenscheidta
Kolonia Hegenscheidta (także Kolonia Hegenschaidt) – osada robotnicza huty „Baildon”, położona w rejonie ulicy W. Bogusławskiego w Katowicach, we wschodniej części dzielnicy Załęże.

## Historia
Kolonia powstała około 1870 roku w rejonie późniejszej ulicy W. Bogusławskiego (w latach 1871–1922 Hegenscheidt Straße) dla pracowników huty „Baildon” z inicjatywy ówczesnego właściciela huty – Wilhelma Hegenscheidta, w miejscu starego młyna załęskiego. Właściciel ogłosił, że udzieli kilkuletniej pożyczki na zakup działki i budowę domu każdemu, kto zgodzi się odpracować dług. Jego nazwiskiem bardzo szybko zaczęto nazywać kolonię. Składała się wówczas z kilku domów. W 1885 roku zamieszkiwało ją 629 osób, natomiast pięć lat później 1054 osób. 22 kwietnia 1898 roku mieszkańcy kolonii obchodzili 25-lecie jej istnienia. Z tej okazji została ofiarowana msza święta w bogucickim kościele. Na początku XX wieku obszar kolonii był terenem spornym między hutą „Baildon” a gminą Załęże.
Rejon kolonii był stale rozbudowywany. Do 1936 roku, przy ulicy 18 Sierpnia z inicjatywy huty wybudowano 9 jednopiętrowych familoków w trzech szeregach po trzy budynki. W latach powojennych do tych budynków dobudowywano kolejne piętra, a także powstały nowe obiekty.

## Charakterystyka
Kolonia Hegenscheidta położona jest we wschodniej części katowickiej dzielnicy Załęże, w rejonie ulic W. Bogusławskiego i 18 Sierpnia. Pierwotnie składała się z prostych, niewielkich domów wielorodzinnych (zachowały się budynki przy ulicy W. Bogusławskiego 1, 3 i 8), a także nowszych – z okresu międzywojennego. Były one unowocześniane i rozbudowywane. Obok kolonii znajduje się centrum rozrywkowe Punkt 44 oraz rozległy parking.